# Obo Addy
Obo Addy (15 de gener de 1936 - 13 setembre de 2012) va ser un bateria i ballarí de Ghana. Fou un dels primers músics nadius africans a portar la fusió de la música popular tradicional i la música pop occidental coneguda com a worldbeat a Europa i després al nord-oest de la costa del Pacífic dels Estats Units a la fi de 1970. Va ser professor de música al Lewis & Clark College a Portland, Oregon.

## Biografia
Addy va néixer en el si del grup ètnic ga a Accra, capital de Ghana. Va ser un dels 55 fills de Jacob Kpani Addy, un wonche o remeier que integra música rítmica en la curació i altres rituals. La primera influència musical de Obo Addy va ser la música tradicional del poble ga, però ell també va ser influenciat en la seva adolescència per la música popular d'Europa i Estats Units, i ha actuat en bandes locals que tocaven música occidentalitzada i música de ball de Ghana anomenat Highlife.
Addy va ser contractat pel Consell de les Arts de Ghana el 1969, i va presentar la seva nativa música Ga tradicional en els Jocs Olímpics d'Estiu de 1972 a Alemanya. Es va traslladar a Londres, Anglaterra, i va començar a viatjar per Europa. El 1978, es va mudar a Portland, Oregon als Estats Units, on va ser professor a Lewis & Clark College. També va dirigir tallers setmanals de percussió al Lincoln High School de Portland.
Després d'una llarga batalla amb el càncer de fetge, Addy va morir el 13 de setembre de 2012.  «Obo Addy Has Passed Week». , 13-09-2012.

## Àlbums
- AfieyeOkropong (Alula Records)
- Wonche Bi (Alula Records)
- Let Me Play My Drums (Burnside Records)
- The Rhythm Of Which A Chief Walks Gracefully (Earthbeat Records)
- Okropong (Santrofi Records)